# Бондарці
Бондарці́ (раніше — хутір Бондарця) — село в Україні, у Березівській сільській територіальній громаді Житомирського району Житомирської області. Кількість населення становить 48 осіб (2001). До 1956 року — хутір.

## Географія
Розташоване на лівому березі річки Лісова. На правому березі річки Лісна розташовується заказник Діброва лісничого Воронського.
Рішенням Житомирської облради № 149 від 31 березня 1964 року на території Бондарців утворено Бондарецький парк-пам'ятку садово-паркового мистецтва, площею 1,9 га..

## Населення
Кількість населення у 1906 році становила 35 жителів, дворів — 2.
Відповідно до результатів перепису населення СРСР, кількість населення, станом на 12 січня 1989 року, становила 65 осіб. Станом на 5 грудня 2001 року, відповідно до перепису населення України, кількість мешканців села становила 48 осіб.

### Мова
Розподіл населення за рідною мовою за даними перепису 2001 року:
| Мова       | Кількість | Відсоток |
| ---------- | --------- | -------- |
| українська | 46        | 95.83 %  |
| російська  | 2         | 4.17 %   |
| Усього     | 48        | 100 %    |

## Історія
Перша письмова згадка — у 1867 році: йдеться про польських колоністів, які оселилися на хуторі Бондарця Троянівської волості, на 9 дворів, що перебував у власності поміщика Мазаракі, ще на зламі XVIII-XIX століть.
У 1906 році — хутір Бондарця Троянівської волості (6-го стану) Житомирського повіту Волинської губернії. Відстань до губернського та повітового центру, м. Житомир, становила 15 верст, до волосного центру, міст. Троянів — 23 версти. Найближче поштово-телеграфне відділення розташовувалося в м. Житомир.
У 1923 році хутір увійшов до складу новоствореної Садківської сільської ради Троянівського району Житомирської (згодом — Волинська) округи. За іншими даними, хутір Бондарці перебуває в підпорядкуванні Садківської сільської ради станом на 10 жовтня 1925 року. 23 травня 1928 року, в складі сільської ради, переданий до Пулинського району Волинської округи, 3 квітня 1930 року — до складу Черняхівського району, 17 жовтня 1935 року — Житомирської міської ради Київської області, 14 травня 1939 року — до складу новоствореного Житомирського району Житомирської області.
У 1956 році хутір віднесено до категорії сіл. 12 травня 1958 року передане до складу Іванівської сільської ради Житомирського району. Офіційно взяте на облік в сільській раді 16 вересня 1960 року, відповідно до рішення Житомирського облвиконкому № 960 «Про уточнення обліку населених пунктів області». 30 грудня 1962 року, в складі сільської ради, увійшло до Коростишівського району, 4 січня 1965 року передане до складу відновленого Житомирського району.
У 2020 році територію та населені пункти Іванівської сільської ради, відповідно до розпорядження Кабінету Міністрів України № 711-р від 12 червня 2020 року «Про визначення адміністративних центрів та затвердження територій територіальних громад Житомирської області», включено до складу Березівської сільської територіальної громади Житомирського району Житомирської області.